# Петровський район (Саратовська область)
Петровський район рос. Петровский район — муніципальне утворення в Саратовській області. Адміністративний центр району — місто Петровськ. Населення району — 43 855 осіб.
Район багатонаціональний, з місцем компактного проживання татарського (Новий Вершаут, Татарська Пакаєвка), мордовського (Оркін, Кущ) населення та інших національностей.

## Географія
Розташований на півночі Правобережжя, на кордоні з Пензенською областю, у верхній течії річки Ведмедиці на Приволзькій височині, в лісостеповій зоні. Клімат помірно-континентальний. В районі є велика кількість джерел. Пересічений рельєф і значна лісистість району створюють живописні пейзажі.
Через район проходить залізнична лінія Приволзької залізниці Аткарськ — Сінна (станція) Сінна — Вольськ (на території району станції Жорнівка, Соболівка, Петровськ, Волково.

## Історія
Район утворений 23 липня 1928 року в складі Саратовського округу Нижньо-Волзького краю. До його складу увійшла частина території колишнього Петровського повіту Саратовської губернії.
З 1934 року район в складі Саратовського краю, з 1936 року — в складі Саратовської області.
В 1959 році до складу району увійшла територія скасованого Жерновського району з центром у с. Березівка .
1 лютого 1963 року місто Петровськ віднесене до категорії міст обласного підпорядкування.
З 1 січня 2005 року місто Петровськ і район об'єднані у муніципальне утворення Петровський муніципальний район.

## Економіка
Сільськогосподарське виробництво представлене свинарством, картоплярством, вирощуванням зернових і олійних, є конезавод.
Найбільшими підприємствами району є машинобудівний завод і завод автозапчастин. ФГУП Петровський електромеханічний завод «Молот» є збитковим і на даний момент не випускає жодної деталі. Компанія Закрите Акціонерне Товариство «ПЕТРОВСЬКИЙ ЗАВОД АВТОЗАПЧАСТЕЙ АМО ЗІЛ» знаходиться за адресою 412540, САРАТОВСЬКА область, Г. Петровського, вул. БРАТІВ Костерін, буд. 74, основним видом діяльності є «Виробництво частин та приладдя автомобілів та їх двигунів». Основна галузь компанії — «Виробництво автомобілів, автобусів, тролейбусів і причепів до автомобілів і тракторів». однак на 2012–2013 рік не випускає тролейбуси і автобуси, а тільки запчастини до машин і причепів. Є також Закрите Акціонерне Товариство ПЕТРОВСЬКИЙ МОЛОКОЗАВОД, який закритий і не випускає ніякої молочної продукції.

## Пам'ятки
Православні храми в селах Таволожка, Оркін, Мокре. У селі Сосновоборське пам'ятник історії і культури — садиба Устінова.
У Петровському районі розташований позиційний район деяких полків Таманської ракетної двізіі ракетних військ стратегічного призначення.